# Eurysa fornasta
Eurysa fornasta är en insektsart som beskrevs av Drosopoulos och Hoch 1983. Eurysa fornasta ingår i släktet Eurysa och familjen sporrstritar.
Artens utbredningsområde är Grekland. Inga underarter finns listade i Catalogue of Life.